# Рис, Фридьеш
Фридьеш Рис (венг. Riesz Frigyes, в русскоязычных источниках часто пишется  «Рисс»; 22 января 1880 — 28 февраля 1956) — венгерский математик, основатель современного функционального анализа. Старший брат математика Марселя Риса. Среди математических объектов и утверждений, названных в его честь, — теорема представлений Риса, теорема Риса — Фишера, пространство Риса.

## Биография
Родился в Дьёре (Австро-Венгрия) в еврейской семье, отец, Играц Рис, — медик. Учился в Будапеште, Гёттингене и Цюрихе, в 1902 году защитил в Будапеште докторскую диссертацию по геометрии. Два года проработал преподавателем в школе, прежде чем смог получить должность в университете.
В 1907—1909 годах опубликовал работы, касающиеся исследования функций, интегрируемых по Лебегу и нормированных функциональных пространств, а также ввёл понятие слабой сходимости последовательности функций. С 1910 года начал изучать теорию операторов. В работах 1918 года он близко подошёл к аксиоматической теории банаховых пространств, аксиоматически описанных Стефаном Банахом в своей докторской диссертации два года спустя.

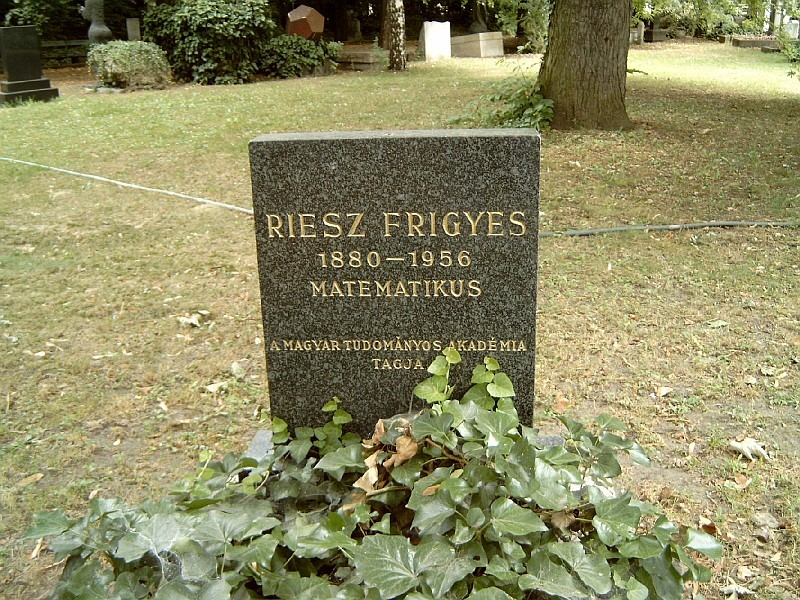
Могила Риса

В 1911 году получил назначение на кафедру в университете в Коложваре. Однако в 1920 году по Трианонскому договору Венгрия лишилась многих земель; Коложвар перешёл Румынии и был переименован в «Клуж». Венгерский университет там был ликвидирован, а венгерский персонал перебрался в пределы новых границ Венгрии, где в Сегеде был основан новый университет. В 1922 году Рис вместе с Альфредом Хааром основал в Сегеде Математический институт имени Яноша Бойяи, кроме того, они начали выпускать журнал «Acta Scientiarum Mathematicarum», быстро ставший основным венгерским математическим журналом.
В 1945 году получил назначение на кафедру математики Будапештского университета.
Рис был членом Академии наук Венгрии, Парижской Академии наук и Королевского физиографического общества в Лунде (Швеция), а также почётным доктором университетов в Сегеде, Будапеште и Париже.